# جيف كاميرون
جيفري سكوت «جيف» كاميرون (من مواليد 11 يوليو 1985) هو لاعب كرة قدم اميركي يلعب في الدوري الممتاز لجانب ستوك سيتي وكذالك منتخب الولايات المتحدة الأمريكية 

## مصدار
1. 1 2  "Premier League Player Profile Geoff Cameron". Premier League. Barclays Premier League. 2015. مؤرشف من الأصل في 2016-03-29. اطلع عليه بتاريخ 2015-01-15.
2. ↑  http://sport.aljazeera.net/sportsdetails/كرة-القدم/لاعب/48801/جيف-كاميرون بيانات اللاعب في موقع الجزيرة الرياضية نسخة محفوظة 2020-06-09 على موقع واي باك مشين.
3. ↑  "2014 FIFA World Cup Brazil: List of Players" (PDF). FIFA. 11 يونيو 2014. ص. 32. مؤرشف من الأصل (PDF) في 2017-08-06. اطلع عليه بتاريخ 2014-06-11.

## روابط خارجية
- جيف كاميرون على موقع الاتحاد الدولي (مؤرشف)  (الإنجليزية)
- جيف كاميرون على موقع الدوري الأمريكي (الإنجليزية)
- جيف كاميرون على موقع قاعدة بيانات كرة القدم.إي يو (الإنجليزية)
- جيف كاميرون على موقع ناشيونال فوتبول تيمز (الإنجليزية)
- جيف كاميرون على موقع Soccerbase.com (لاعب) (الإنجليزية)
- جيف كاميرون على موقع Soccerway.com (الإنجليزية)
- جيف كاميرون على موقع عالم كرة القدم.نت (الإنجليزية)
- جيف كاميرون على موقع AS.com (الإسبانية)